# Espirat
Espirat é uma comuna francesa na região administrativa de Auvérnia-Ródano-Alpes, no departamento Puy-de-Dôme. Estende-se por uma área de 4,33 km². Em 2010 a comuna tinha 430 habitantes (densidade: 99,3 hab./km²).